# Pătârlagele
Pătârlagele (també escrit Pătîrlagele; pronunciat [pətɨrˈlad͡ʒele]) és una ciutat del comtat de Buzău, Muntènia (Romania). El 2011 tenia 7.304 habitants.

## Geografia
Pătârlagele es troba a la part occidental del comtat, al llarg de la carretera nacional DN10 que connecta Buzău i Brașov. Es troba al buit de Pătârlagele, entre les muntanyes dels Carpats i els turons subcarpàtics.
La ciutat administra catorze pobles: Calea Chiojdului, Crâng, Fundăturile, Gornet, Lunca, Mănăstirea, Mărunțișu, Mușcel, Poienile, Sibiciu de Sus, Stroești, Valea Lupului, Valea Sibiciului i Valea Viei.

## Història
Les primeres proves de l'existència de la comuna Pătârlagele es remunten a 1524-1527, però probablement existia abans de l'establiment de l'estat medieval de Valàquia.
El nom Pătârlagele prové de la forma alemanya del nom Peter (en romanès, Petre o Petru), i de la paraula alemanya lager, que significa camp. L'origen alemany del nom només s'explica per la presència dels cavallers teutònics a l'altra banda dels Carpats, a Burzenland, durant els anys 1211–1225 i la seva conquesta de les muntanyes de Buzău, on van aixecar fortificacions contra els cumans.
La comuna Pătârlagele va rebre els drets de la ciutat el 2004.

## Pobles veïns
- Les comunes Colți i Bozioru, al nord
- Les comunes Pănătău i Cozieni, a l'est
- La comuna Cislău, al sud
- Les comunes Cătina, Calvini i Chiojdu, a l'oest